# Giuseppe Arconati Visconti
Giuseppe Arconati Visconti (Milaan, 9 april 1797 - aldaar, 11 maart 1873) was een Italiaans politicus.

## Biografie
Giuseppe Arconati Visconti was een zoon van Carlo en van Teresa Trotti Bentivoglio. In 1818 trouwde hij met Costanza Trotti Bentivoglio. Hij stamde af van een aristocratische familie.
Arconati Visconti was liberaalgezind en verzette zich tegen de Oostenrijkse bezetting van het koninkrijk Lombardije-Venetië. In 1821 vluchtte hij naar België, waar zijn oom Paolo woonde. Van daaruit traden hij en zijn echtgenote in contact met Italianen die zich hadden gevestigd in Zwitserland. Hij maakte korte reizen naar dat land, een eerste maal in 1832, toen hij San Bernardino bezocht en in Cadenazzo een congres bijwoonde dat werd georganiseerd door Giuseppe Mazzini, en een tweede maal in 1838, toen hij met Giovanni Arrivabene naar Magadino reisde. Hij keerde terug naar Italië in 1839.
- Gemeinsame Normdatei: 1059122464
- Historisch woordenboek van Zwitserland: 013871
- International Standard Name Identifier: 0000 0004 2335 0281
- Système universitaire de documentation: 174570058
- Virtual International Authority File: 305852884
- WorldCat: E39PBJpPBGF76TFkY6FFthCCwC